# Гантінгтон-Вудс (Мічиган)
Гантінгтон-Вудс (англ. Huntington Woods) — місто (англ. city) в США, в окрузі Окленд штату Мічиган. Населення — 6388 осіб (2020).

## Географія
Гантінгтон-Вудс розташований за координатами 42°28′55″ пн. ш. 83°10′5″ зх. д. / 42.48194° пн. ш. 83.16806° зх. д. (42.481899, -83.168088).  За даними Бюро перепису населення США в 2010 році місто мало площу 3,80 км², з яких 3,79 км² — суходіл та 0,01 км² — водойми.

## Демографія
Згідно з переписом 2010 року, у місті мешкало 6238 осіб у 2354 домогосподарствах у складі 1784 родин. Густота населення становила 1640 осіб/км².  Було 2429 помешкань (639/км²).
Расовий склад населення:
| - 96,0 % — білих - 1,3 % — азіатів - 1,0 % — чорних або афроамериканців - 0,2 % — корінних американців |

До двох чи більше рас належало 1,1 %. Частка іспаномовних становила 1,6 % від усіх жителів.
За віковим діапазоном населення розподілялося таким чином: 27,4 % — особи молодші 18 років, 59,0 % — особи у віці 18—64 років, 13,6 % — особи у віці 65 років та старші. Медіана віку мешканця становила 42,0 року. На 100 осіб жіночої статі у місті припадало 96,7 чоловіків;  на 100 жінок у віці від 18 років та старших — 91,6 чоловіків також старших 18 років.
Середній дохід на одне домашнє господарство  становив 153 029 доларів США (медіана — 115 025), а середній дохід на одну сім'ю — 167 093 долари (медіана — 130 208). Медіана доходів становила 100 872 долари для чоловіків та 69 100 доларів для жінок. За межею бідності перебувало 2,2 % осіб, у тому числі 1,0 % дітей у віці до 18 років та 2,8 % осіб у віці 65 років та старших.
Цивільне працевлаштоване населення становило 3327 осіб. Основні галузі зайнятості: освіта, охорона здоров'я та соціальна допомога — 29,9 %, науковці, спеціалісти, менеджери — 26,6 %, виробництво — 10,2 %, роздрібна торгівля — 7,2 %.